# Entropie des trous noirs

Formule démontrant l'hypothèse de l'entropie des trous noirs formulée par Stephen Hawking.

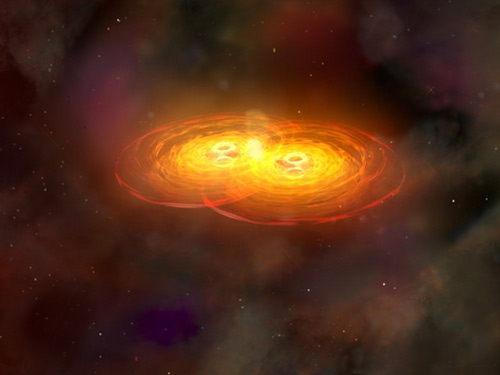
Vue d'artiste de deux trous noirs en train de fusionner.

Pour les articles homonymes, voir Trou noir (homonymie) et Entropie.
Pour un article plus général, voir Trou noir.
L'entropie des trous noirs est une notion issue de l'étude des trous noirs dans le cadre de la relativité générale et de la théorie quantique des champs, en relation avec la thermodynamique. Depuis les années 1970, il a été montré par les physiciens Stephen Hawking et Jacob Bekenstein que les trous noirs possédaient, tout comme les objets ordinaires, une entropie, c'est-à-dire une mesure de la quantité d'information qu'ils renferment.

## Formulation mathématique
L'entropie d'un trou noir, ou entropie de Bekenstein-Hawking,,, est donnée par :
{\displaystyle S_{\rm {BH}}={\frac {k_{\rm {B}}Ac^{3}}{4\hbar G}}},
où :
- {\displaystyle k_{\rm {B}}} est la constante de Boltzmann ;
- {\displaystyle A} est l'aire de l'horizon du trou noir ;
- {\displaystyle c} est la vitesse de la lumière dans le vide ;
- {\displaystyle \hbar } est la constante de Planck réduite ;
- {\displaystyle G} est la constante gravitationnelle de Newton ;

Le nombre 4 est le rapport de 8π sur 2π. En effet, en relativité générale, la constante de couplage (constante d'Einstein) est {\displaystyle \kappa ={\frac {8\pi G}{c^{4}}}} ; elle figure au dénominateur de l'action d'Einstein-Hilbert et dans le membre de droite de l'équation d'Einstein.
Il est usuel de définir l'entropie d'un trou noir à partir de la relation, :
{\displaystyle {\frac {S}{k}}={\frac {A}{4l_{\mathrm {p} }^{2}}}},
soit :
{\displaystyle S={\frac {kA}{4l_{\mathrm {p} }^{2}}}},
où :
- {\displaystyle l_{\mathrm {p} }={\sqrt {\frac {\hbar G}{c^{3}}}}} est la longueur de Planck.

Ainsi définie, l'entropie d'un trou noir est additive mais n'est pas extensive.
Sa propriété remarquable est d'être proportionnelle à une aire {\displaystyle \left(S\propto {A}\right)} et donc au nombre d'aires de Planck contenues sur la surface A, alors qu'en thermodynamique, l'entropie est proportionnelle au volume.

## Contexte historique
Le concept d'entropie des trous noirs est né à la suite d'un article de Stephen Hawking qui s'interrogeait sur des aspects énergétiques liés à la collision de deux trous noirs. Si l'on considère deux trous noir de masses {\displaystyle M} et {\displaystyle M'}, on peut associer une énergie à ce système qui vaut, d'après la célèbre formule E = m c2, {\displaystyle (M+M')c^{2}}, où c est la vitesse de la lumière dans le vide. Si l'on imagine que ces deux trous noirs entrent en collision, le produit de la collision sera un trou noir. La conservation de l'énergie implique que l'énergie totale du système soit la même que précédemment, cependant, lors de leur collision, les deux trous noirs vont vraisemblablement rayonner une quantité non négligeable d'énergie sous forme d'ondes gravitationnelles. L'étude de Hawking avait pour but de déterminer quel « rendement » optimal l'on pouvait tirer d'un tel événement, c'est-à-dire quelle quantité maximale d'énergie pouvait être extraite des deux trous noirs sous forme d'ondes gravitationnelles. Le résultat trouvé par Hawking fut surprenant et très général : quelles que soient les masses, les charges électriques et les moments cinétiques des deux trous noirs, la quantité maximale d'énergie qu'ils pouvaient rayonner était telle que la surface du trou noir final devait être supérieure ou égale à la somme des deux surfaces des trous noirs. Un tel résultat présentait une analogie frappante avec le second principe de la thermodynamique, qui stipule que l'entropie d'un système ne peut que croître au cours du temps. Il était donc tentant d'associer à un trou noir une entropie proportionnelle à sa surface, mais la thermodynamique indique qu'un système physique auquel on associe une entropie doit également posséder une certaine température. De plus, un objet porté à une température non nulle émet un certain rayonnement électromagnétique. À l'inverse, un trou noir est un objet qui par définition n'émet aucune forme de matière ou de rayonnement. Il semblait donc y avoir impossibilité de pouvoir associer de quelque manière que ce soit une entropie aux trous noirs.
Peu après, le physicien Jacob Bekenstein étudia la variation des paramètres décrivant un trou noir lors de l'absorption par celui-ci d'une particule élémentaire. Il montra que si l'on suppose la particule strictement ponctuelle, alors pour certaines trajectoires de celle-ci, la surface du trou noir pouvait rester constante. Cependant dès que l'on tenait compte du fait que toute particule élémentaire se voit assigner une certaine extension spatiale par la mécanique quantique (voir longueur d'onde de Compton), alors la surface d'un trou noir augmentait nécessairement lors de l'absorption de la particule, et ce d'une quantité proportionnelle à une fraction de la surface de Planck. En assignant heuristiquement un bit d'information à une particule élémentaire, il devenait tentant d'affirmer que la surface d'un trou noir était une mesure de la quantité d'information absorbée par celui-ci, le nombre de bits d'information étant proportionnel au rapport de la surface du trou noir à la surface de Planck, ce qui correspond là encore à une définition de l'entropie en physique statistique.
Enfin, en parallèle à ces travaux s'est développé ce qui s'est finalement appelé la thermodynamique des trous noirs, c'est-à-dire un ensemble d'analogies frappantes entre des propriétés bien connues des systèmes thermodynamiques et les paramètres décrivant les trous noirs. En particulier, une des formulations de la thermodynamique indique que la variation {\displaystyle {\rm {d}}U} de l'énergie interne s'exprime sous la forme d'une variation d'entropie {\displaystyle {\rm {d}}S} sous la forme
{\displaystyle {\rm {d}}U=T{\rm {d}}S+...},
où T représente la température du système, et où les points de suspension représentent d'autres termes éventuels qui dépendent du système considéré. Si l'on considère le trou noir le plus simple qui soit, un trou noir de Schwarzschild, alors la relation entre la masse M et la surface A de ce trou noir peut s'écrire
{\displaystyle {\rm {d}}Mc^{2}={\frac {c^{2}}{G}}{\frac {\kappa }{8\pi }}{\rm {d}}A},
où {\displaystyle \kappa } est une quantité appelée gravité de surface (grandeur distincte de la constante d'Einstein ci-dessus), qui est une mesure de l'intensité du champ gravitationnel au voisinage du trou noir, et G la constante de gravitation. Le membre de gauche de cette équation représente une variation d'énergie (toujours par la formule E = m c²), qu'il est tentant d'identifier à la variation d'énergie interne en thermodynamique ordinaire et, par analogie, il est tentant d'identifier la surface du trou noir à une forme d'entropie. Cependant, là encore, rien de précis concernant la signification de la température associée au trou noir n'apparaît.
La solution à ces interrogations est venue en 1974 quand Stephen Hawking réussit à démontrer qu'en raison d'effets de mécanique quantique, les trous noirs rayonnaient. La forme de ce rayonnement est exactement celle d'un corps noir, c'est-à-dire d'un objet à l'équilibre thermique. De plus, Hawking calcula la température de ce rayonnement, qui se trouvait proportionnelle à la gravité de surface, comme suggéré par l'analogie thermodynamique déjà mentionnée. Ainsi, connaissant la valeur de la température, Hawking put proposer que les trous noirs possédaient une entropie, s'exprimant en termes de leur surface A par la formule
{\displaystyle S_{\rm {BH}}={\frac {1}{4}}k_{\rm {B}}{\frac {c^{3}}{\hbar G}}A},
où kB est la constante de Boltzmann et {\displaystyle \hbar } la constante de Planck réduite. Ce résultat correspondait exactement à l'interprétation en termes de bits d'informations trouvé par Bekenstein peu de temps auparavant. Les indices « BH », souvent indiqués dans la littérature scientifique, peuvent soit se référer à « Black Hole » (« trou noir » en anglais) ou à « Bekenstein-Hawking ».
La formule ci-dessus est connue sous le nom de formule de Bekenstein-Hawking. Avant sa découverte du rayonnement qui porte son nom, Hawking s'était montré très sceptique quant à la possibilité suggérée par Bekenstein que la notion d'entropie des trous noirs puisse avoir un sens.

## Trous noirs et thermodynamique
La découverte de l'entropie des trous noirs permit de trouver une explication à un autre problème identifié depuis longtemps avec les trous noirs : celui de la violation apparente du second principe de la thermodynamique. Celui-ci stipule en effet que l'entropie d'un système ne peut que croître au cours du temps. Or avec un trou noir auquel on n'associe pas d'entropie, il est possible de faire « disparaître de l'entropie » en y jetant simplement des objets dedans. La formule de Bekenstein-Hawking résout ce paradoxe en indiquant que l'entropie d'un trou noir augmente alors qu'il absorbe un objet, et que son augmentation d'entropie est toujours supérieure à celle de l'objet absorbé. De même, l'entropie d'un trou noir a tendance à baisser lorsque celui-ci rayonne, car ce rayonnement s'accompagne d'une perte d'énergie et par suite d'une diminution de la taille du trou noir. Cependant, l'entropie de la radiation émise par le trou noir est sept fois supérieure[réf. souhaitée] à l'entropie perdue par le trou noir. Ainsi, quel que soit le processus envisagé impliquant un ou des trous noirs, l'entropie totale (somme de l'entropie ordinaire et de celle des trous noirs) augmente toujours au cours du temps.

## Interprétation de l'entropie des trous noirs
Une question longtemps non résolue est celle de l'interprétation physique de l'entropie des trous noirs. En thermodynamique, l'entropie est une mesure du nombre d'états que peut posséder la structure microscopique d'un système (par exemple, les molécules d'un gaz) qui est caractérisé par certains paramètres macroscopiques (par exemple, le volume, la pression et la température). Dans le cas des trous noirs, il était difficile de comprendre à quels types d'états microscopiques l'entropie découverte par Hawking pouvait se référer. La formule de l'entropie faisant intervenir la constante de Planck, il était conjecturé que ces états ne pourraient être décrits que dans le cadre d'une théorie de la gravitation quantique. En effet, la force d'interaction forte n'y existe probablement plus (plasma de quarks-gluons,), ce qui serait compatible avec le niveau de densité qui résulte de la force de gravitation observée.[non pertinent]
En 1995, Andrew Strominger et Cumrun Vafa ont pu calculer l'entropie correcte d'un certain type de trou noir dit supersymétrique dans le cadre de la théorie des cordes en utilisant une méthode basée sur les «D-branes». Leurs calculs ont été suivis par de nombreux autres calculs de l'entropie de trous noirs extrêmes, et les résultats sont toujours en accord avec la formule de Bekenstein-Hawking ci-dessus en reproduisant même le préfacteur numérique de l'aire dans la formule. Les chercheurs en gravité quantique à boucles affirment également avoir trouvé une interprétation de l'entropie dans le cadre de cette théorie dans le cas le plus simple d'un trou noir de Schwarzschild et sans pouvoir prédire la valeur exacte de celle-ci. Ce résultat n'a pour l'heure pas pu être étendu à d'autres types de trous noirs, contrairement à la théorie des cordes.